# Estação Ferroviária de Vila Real
A Estação Ferroviária de Vila Real é uma interface encerrada da Linha do Corgo, que servia a cidade de Vila Real, em Portugal. Foi inaugurada em 12 de Maio de 1906, e fechada em 25 de Março de 2009.

## Descrição

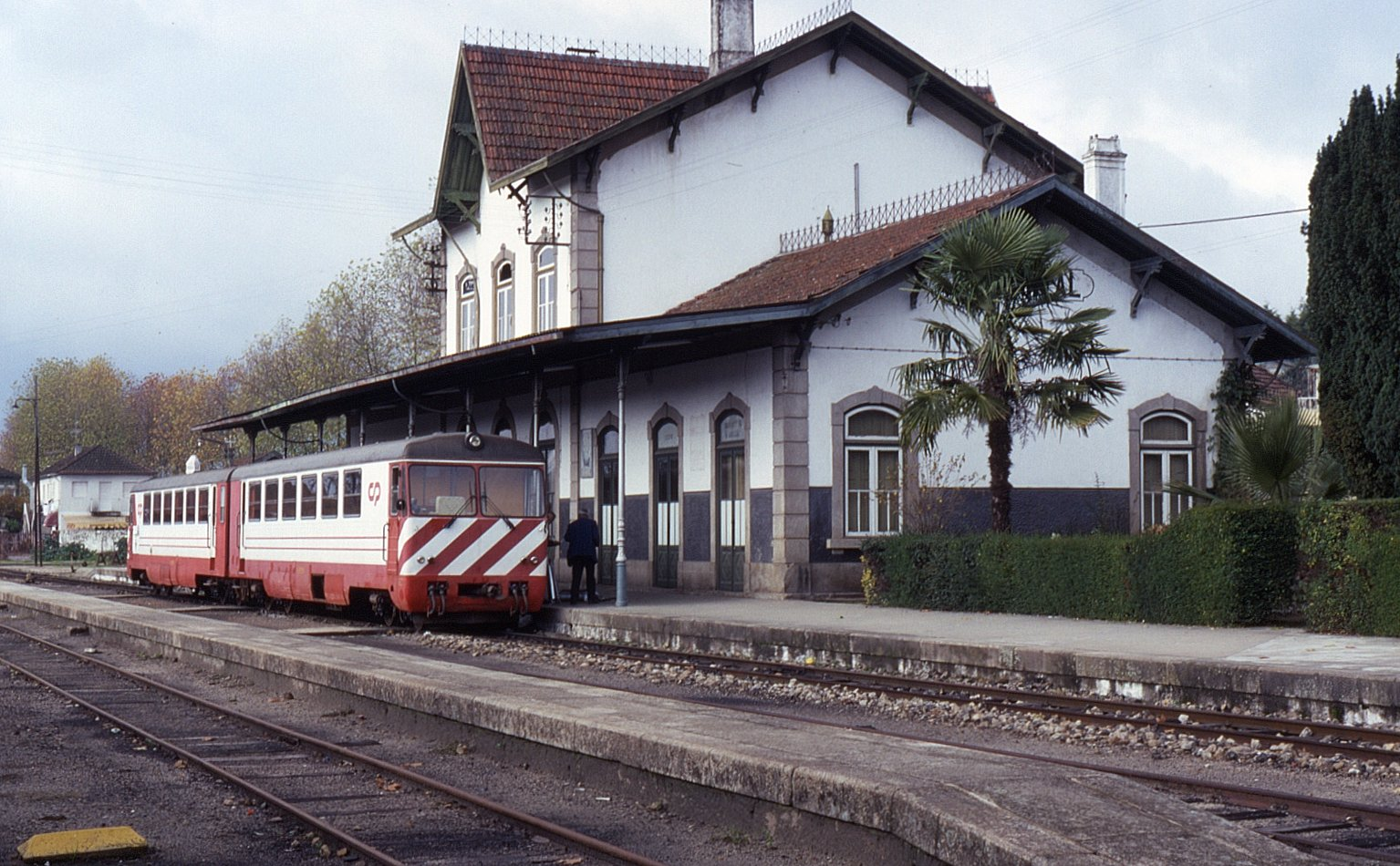
Estação de Vila Real, em 1993.

### Caraterização física
O edifício de passageiros situava-se do lado nornoroeste da via (lado esquerdo do sentido ascendente, para Chaves).

## História

### Antecedentes
Durante o mandato de António Cardoso Avelino como Ministro das Obras Públicas, Comércio e Indústria (1871-1876), o industrial alemão Maximiliano Schreck apresentou uma proposta para uma via férrea entre Vila Real e Viseu, passando pelo Peso da Régua, Lamego, que no entanto não teve seguimento. Também na década de 1870, o empresário e político Oliveira Martins planeou a continuação da Linha da Póvoa, que partia da cidade do Porto, até Chaves e Vila Real.

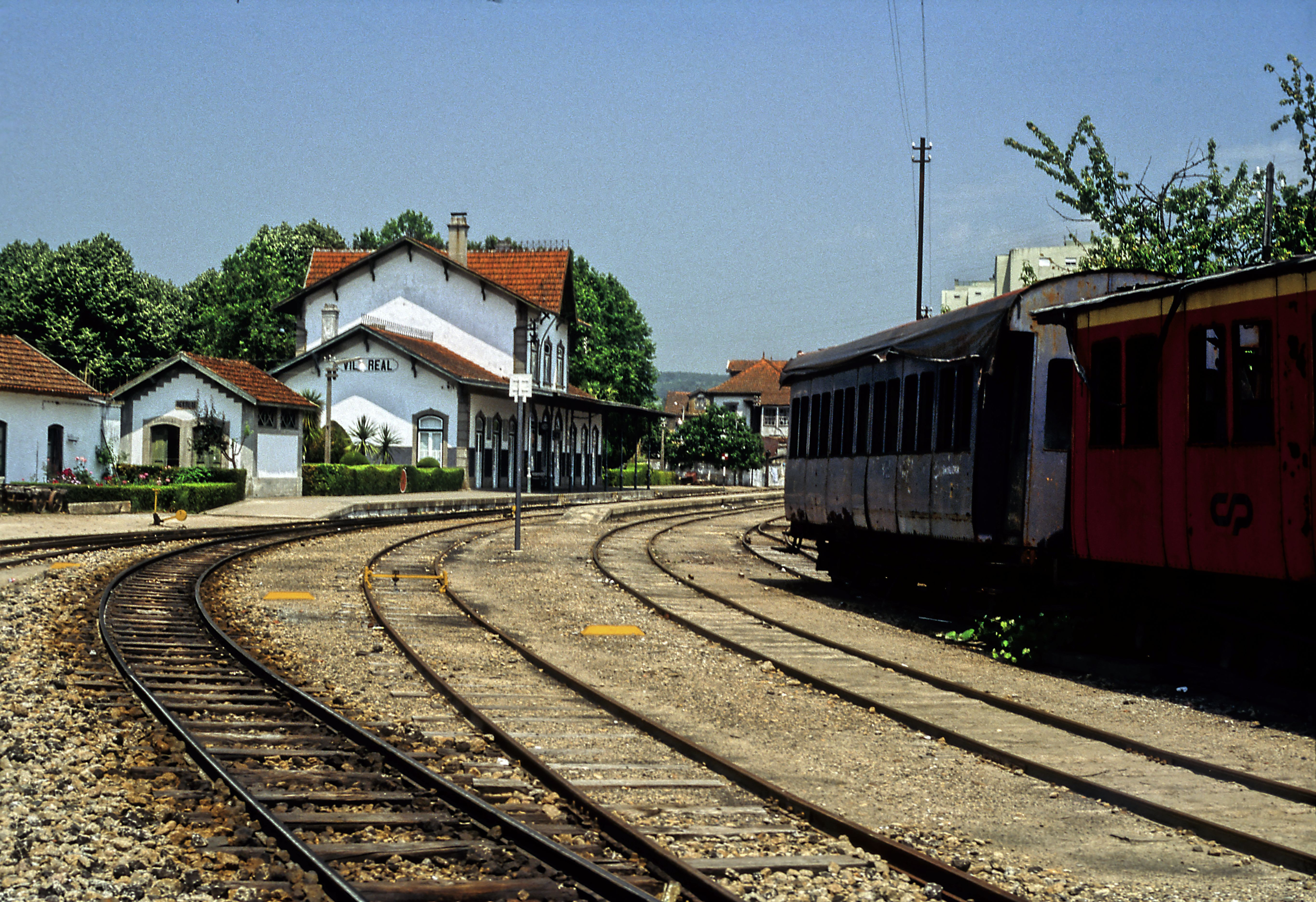
Vista da estação, em 1996

### Planeamento e inauguração
Quando as bases para o concurso de construção e exploração da Linha do Corgo foram publicadas pelo governo, em 24 de Maio de 1902, a linha foi dividida em cinco secções, sendo a primeira entre o Peso da Régua e a futura estação de Vila Real, e a segunda a partir deste ponto até Vila Pouca de Aguiar. A estação que iria servir Vila Real deveria ser instalada na zona do Monte da Raposeira, junto à cidade. A Linha do Corgo foi construída pela Divisão do Minho e Douro dos Caminhos de Ferro do Estado, tendo as obras principiado em 24 de Agosto de 1903. Em Maio de 1904, a Gazeta dos Caminhos de Ferro noticiou que as obras no troço até à estação de Vila Real estavam num estado adiantado. O comboio chegou pela primeira vez à estação em 1 de Abril de 1906, mas a estação só foi inaugurada em 12 de Maio de 1906, como terminal provisório da Linha do Corgo. Foi realizado um comboio especial para a cerimónia de inauguração, rebocado por uma locomotiva da Série E161 a E170.
Para ligar a ponte metálica à estação, foi instalada uma avenida, que depois da inauguração passou a denominar-se de Avenida D. Carlos; após a Implantação da República Portuguesa, o nome foi alterado para Avenida 5 de Outubro.

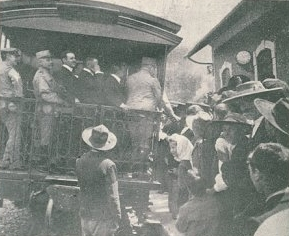
Chegada de D. Carlos a Vila Real, em 14 de Julho de 1907.

### Continuação até Pedras Salgadas
Em 1 de Março de 1905, já estavam a decorrer as obras para o troço seguinte, até Pedras Salgadas.
Em 14 de Julho de 1907, o Rei D. Carlos I percorreu a Linha do Corgo para inaugurar o troço até Pedras Salgadas, e quando passou na gare de Vila Real foi recebido por dois grupos distintos, um a favor da monarquia, e outro contra a ditadura de João Franco. Este troço entrou ao serviço no dia seguinte.
Em 5 de Setembro de 1909, Bernardino Machado visitou a localidade de Vila Real, tendo sido recebido na estação por republicanos daquela localidade, de Sabrosa e Santa Marta de Penaguião. Em 26 de Setembro de 1910, o governador civil emitiu um ofício para as entidades locais de Vila Real, pedindo que comparecessem na gare ferroviária, para preparar a futura visita do Rei D. Manuel II à vila. Esta viagem era para ter sido feita em 5 de Outubro desse ano, mas não chegou a ser realizada devido à revolução republicana.

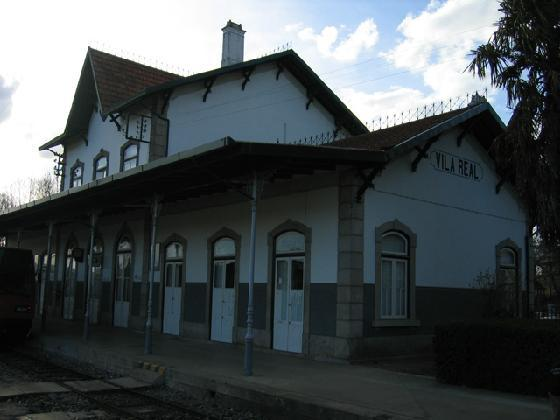
Vista do edifício da estação.

### Primeira República
Em 1913, existia uma carreira de diligências ligando a gare de Vila Real a Sabrosa.
Em 21 de Abril de 1917, o Batalhão do Regimento de Infantaria n.º 13, baseado em Vila Real, partiu para Lisboa em dois comboios especiais, para depois embarcar com destino à França. Em 6 de Janeiro de 1919, chegou à Régua a coluna do major Alberto Margaride da Junta Militar do Norte, com o propósito de conquistar Vila Real. A resistência republicana foi comandada pelo coronel Ribeiro de Carvalho, que ordenou que fosse suspensa a circulação dos comboios no troço entre a Régua e Vila Real. Em 25 de Janeiro, os monárquicos causam vários distúrbios na vila, pelo que o inspector Francisco d'Almeira Guimarães retirou o material circulante para Vidago, para dificultar o avanço realista sobre Chaves.

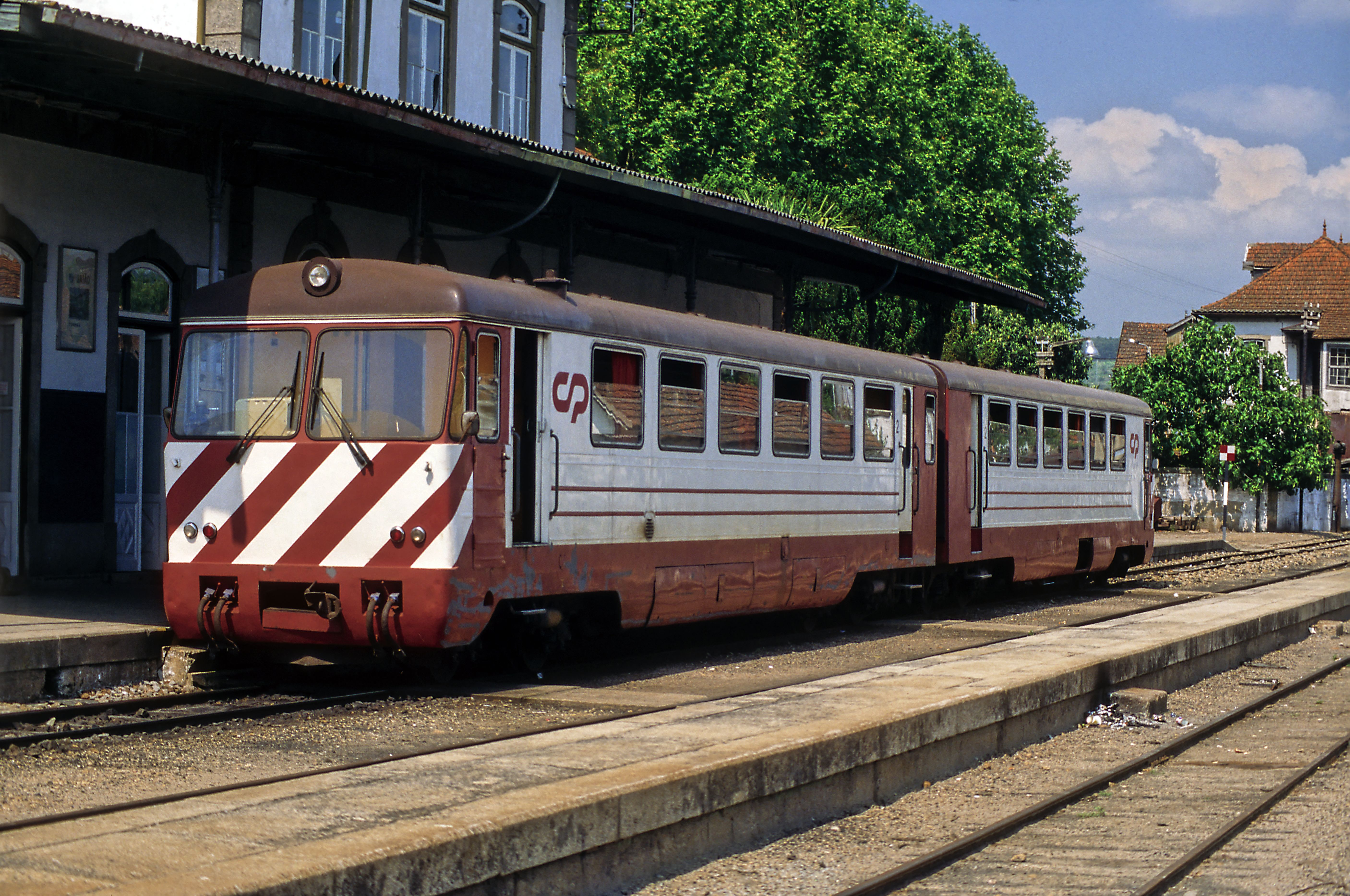
Automotoras da Série 9700 na estação, em 1996.

Em Outubro de 1921, o corpo de António Granjo, que tinha sido assassinado durante a revolta de 19 de Outubro, foi transportado por caminho de ferro até Chaves. Quando o comboio funerário passou pela estação de Vila Real, o comércio na vila fechou as portas em sua homenagem. Durante a Revolução de 28 de Maio de 1926, a estação ferroviária foi um dos edifícios ocupados pelo Regimento de Infantaria 13 em Vila Real.

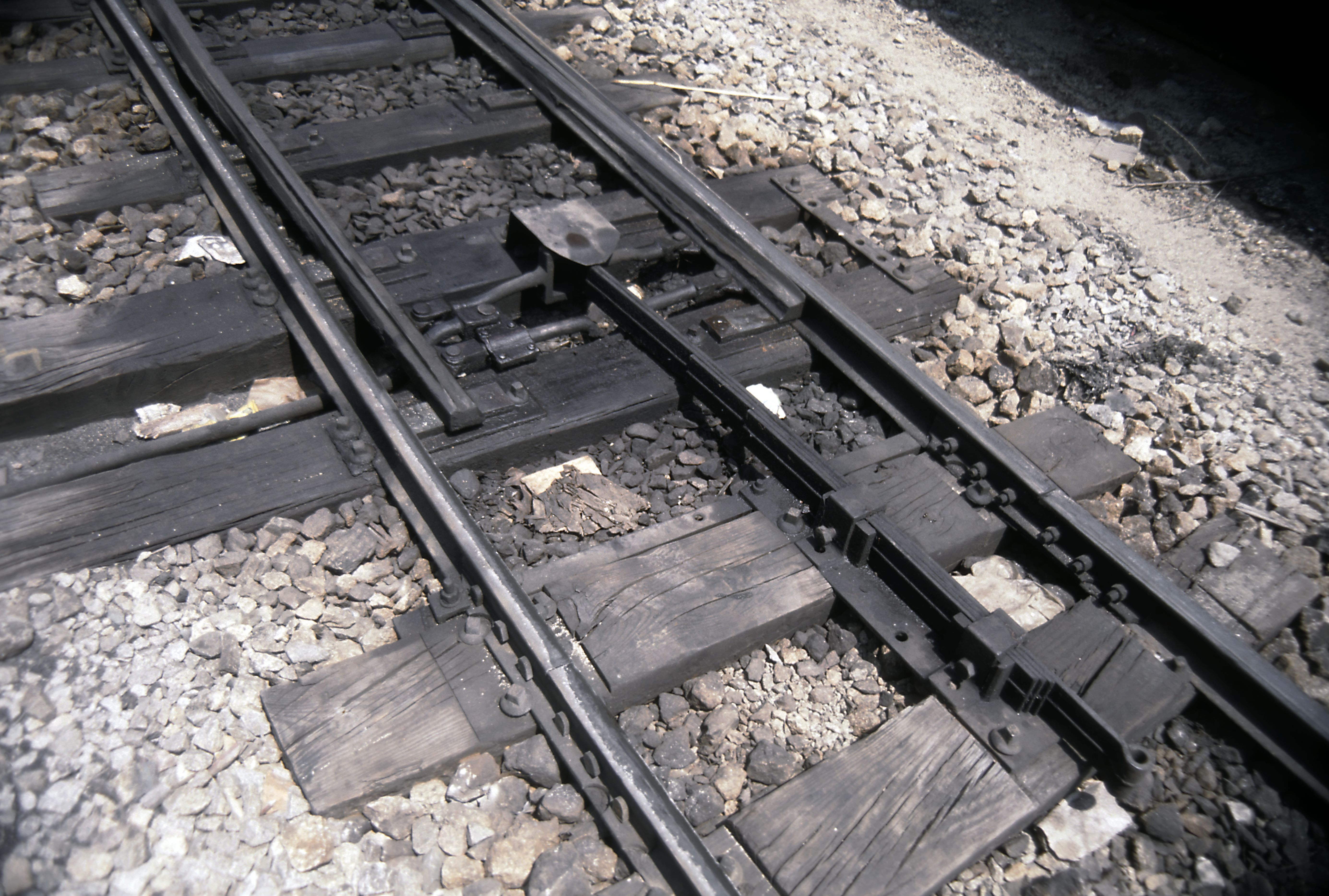
Detalhe de um aparelho de mudança de via.

#### Transição para a Companhia Nacional
Em 1927, os Caminhos de Ferro do Estado foram integrados na Companhia dos Caminhos de Ferro Portugueses, que por sua vez os arrendou a outras companhias, tendo a Companhia Nacional de Caminhos de Ferro sido encarregue da exploração da Linha do Corgo. Em 3 de Junho de 1928, duas companhias do Regimento de Infantaria 13 partiram da estação de Vila Real num comboio especial, com destino a Lisboa. Em 14 de Setembro de 1929, o Presidente da República, Óscar Carmona, partiu para Pedras Salgadas durante uma visita ao distrito, tendo sido recebido por uma grande multidão quando passou por Vila Real, apesar das condições climatáticas adversas. Em 21 de Junho de 1931, Óscar Carmona visitou Vila Real, tendo sido recebido por um grande número de pessoas na estação, seguindo depois num cortejo até à Câmara Municipal.
Em 1939, a Companhia Nacional fez obras na estação de Vila Real, tendo reparado o edifício principal, os dormitórios e os anexos de Via e Obras, modificado a oficina de ferreiro, e calcetado o pátio do cais da estação.

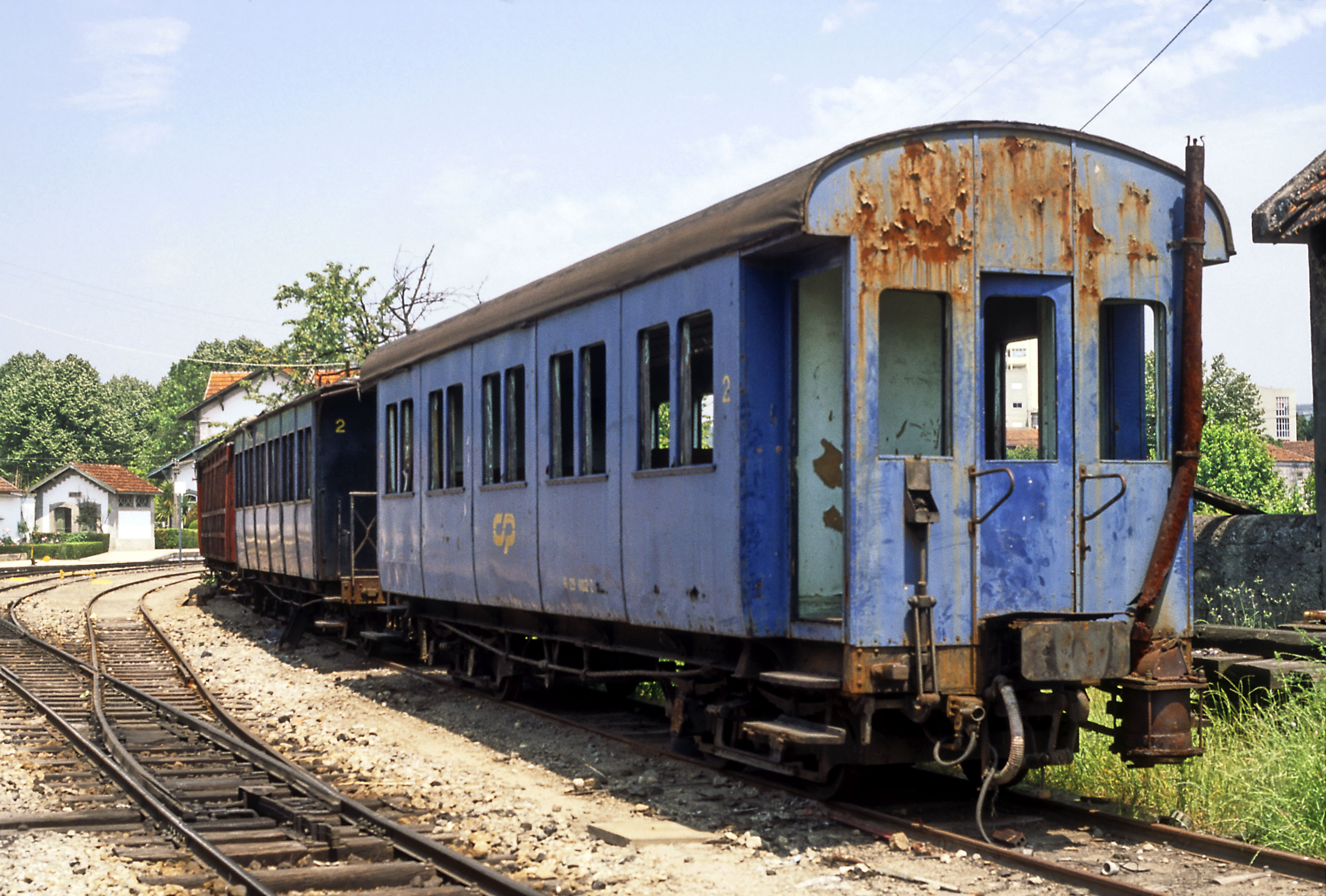
Carruagens abandonadas na estação, em 1996

### Declínio e encerramento
O lanço da Linha do Corgo entre Chaves e Vila Real foi encerrado em 2 de Janeiro de 1990, como parte de um programa de reestruturação da empresa Caminhos de Ferro Portugueses.

Em 25 de Março de 2009, foi suspensa a circulação dos comboios entre a Régua e Vila Real, alegadamente para a realização de obras, acabando por ser definitivamente encerrada pela Rede Ferroviária Nacional em Julho de 2010.